# 阿富汗駐外機構列表

阿富汗駐外機構
阿富汗
代表阿富汗伊斯蘭共和國
代表阿富汗伊斯蘭酋長國（塔利班）
阿富汗不承認主權

这是一个有关阿富汗伊斯兰共和国驻外机构的列表，包括名誉领事代表机构。
在1990年代，塔利班政权统治阿富汗期间，只有巴基斯坦、沙特阿拉伯和阿拉伯联合酋长国三个国家承认塔利班政权，所以阿富汗只在上述三个国家设有驻外机构。其中一段时间，塔利班政权掌握了阿富汗全国90%的控制权，这个原教旨主义的国家政权试图控制当时由北方联盟拥有的阿富汗在联合国的合法席位。
在2001年九一一袭击事件发生后不久，巴基斯坦、沙特阿拉伯和阿拉伯联合酋长国相继关闭了本国的阿富汗外交机构，使得阿富汗完全中断了与外界的外交联系。
自塔利班於2021年8月以武力奪取政權以來，阿富汗駐外機構的運作一直處於過渡階段。目前未有任何國家承認塔利班政權（正式名稱為阿富汗伊斯蘭酋長國）。但一些國家儘管不承認新政權，仍然向塔利班移交了駐其國家的外交使團的控制權，並允許塔利班任命代辦級代表。 2023年12月，中國成為第一個承認塔利班任命的大使的國家。
自2021年阿富汗伊斯蘭共和國政府垮台以來，大多數由前朝政府所設立的大使館繼續獨立運作。由於沒有統一統籌的流亡政府，這些大使館直接相互協調政策。塔利班一直透過外交努力和騷擾現任外交官，希望逼使他們落台並取得這些大使館的控制權，然而至今成果有限。也因此塔利班採取務實態度，繼續承認所有使團頒發的文件，即使那些不受塔利班控制的文件也是如此，但塔利班宣稱，由歐洲、加拿大和澳大利亞等14個大使館頒發的簽證無效，並將被拒絕。

## 代表阿富汗伊斯蘭酋長國（塔利班）
目前尚無任何國家承認阿富汗伊斯蘭酋長國為阿富汗伊斯蘭共和國的合法繼承者。然而，中华人民共和国已承認塔利班任命的大使。此外截至2023年12月，哈薩克、伊朗、巴基斯坦、俄羅斯和土库曼斯坦已承認塔利班任命的代辦級外交官。塔利班也控制了駐卡達和馬來西亞的大使館、駐印度的使團以及駐阿拉伯聯合大公國杜拜的總領事館。

### 亞洲
- 中国
  - 北京市（大使館）[2][10][11][12]
兼轄 蒙古国[13]
- 印度[14]
  - 新德里（大使館（英语：Embassy of Afghanistan, New Delhi））
兼轄 不丹及 尼泊尔[13]
  - 海得拉巴（領事館）
  - 孟买（領事館）
- 伊朗[15]
  - 德黑兰（大使館）
  - 馬什哈德（領事館）
  - 扎黑丹（領事館）
- - 阿斯塔納（大使館）[9]
- - 比什凯克（大使館）[16]
- 巴基斯坦[3][17]
  - 伊斯兰堡（大使館（英语：Embassy of Afghanistan, Islamabad））
  - 卡拉奇（領事館）
  - 白沙瓦（領事館）
  - 奎達（領事館）
- 马来西亚
  - 吉隆坡（大使館）[18][19]
- 阿曼
  - 马斯喀特（大使館）[20]
- - 多哈（大使館）[21][22][23][24]
- - 霍羅格（領事館）[25]
- - 阿什哈巴德（大使館）[26][27][28]
  - 马雷（領事館）
- 阿联酋
  - 阿布扎比（大使館）[29]
  - 杜拜（領事館）[30]
- - 塔什干（大使館）[31]
  - 铁尔米兹（領事館）[32][33]

### 歐洲
- 俄羅斯
  - 莫斯科（大使館（英语：Ponizovsky House））[34]
兼轄 白俄羅斯[13]

### 美洲
- 尼加拉瓜
  - 利益代表處[35]

## 代表阿富汗伊斯蘭共和國

### 非洲
- 埃及
  - 开罗（大使館（英语：Embassy of Afghanistan, Cairo））

### 美洲
- 加拿大[36]
  - 渥太華（大使館（英语：Embassy of Afghanistan in Ottawa））
兼轄 美国[37][4]
  - 多伦多（領事館）
  - 溫哥華（領事館）

### 亞洲
- - 巴库（大使館）[1]
- - 达卡（大使館）[38]
- 印度尼西亞
  - 雅加达（大使館）[39][40]
- 伊拉克
  - 巴格达（大使館）
- 日本
  - 東京都（大使館（英语：Embassy of Afghanistan, Tokyo））[41]
- 约旦
  - 安曼（大使館）
- 科威特
  - 科威特城（大使館）
- 沙烏地阿拉伯[a]
  - 利雅德（大使館）[4]
  - 吉达（領事館）
- 大韓民國
  - 首爾特別市（大使館）[4]
- [5]
  - 杜尚别（大使館）

### 歐洲
- 奥地利
  - 維也納（大使館）[4]
- 比利时
  - 布鲁塞尔首都大区（大使館）[4]
- 保加利亚
  - 索菲亞（大使館）[42][b]
- 捷克
  - 布拉格（大使館）[42][c]
- 法國
  - 巴黎（大使館）[4]
- 德国[42]
  - 柏林（大使館）
  - 波恩（領事館）
  - 慕尼黑（領事館）[d]
- 希腊
  - 雅典（大使館）[42]
- 義大利
  - 罗马（大使館）[4]
- 荷蘭
  - 海牙（大使館）[4][e]
- 波蘭
  - 华沙（大使館）[42]
兼轄 羅馬尼亞、 立陶宛、 拉脫維亞及 爱沙尼亚[13]
- 西班牙
  - 马德里（大使館）[42][f]
- 瑞典
  - 斯德哥尔摩（大使館）[42]
- 瑞士
  - 日内瓦（大使館）[4]
- 土耳其
  - 安卡拉（大使館（英语：Embassy of Afghanistan in Ankara））[g]
  - 伊斯坦堡（領事館）[h]
- 乌克兰
  - 基輔（大使館）[42]

### 大洋洲
- - 堪培拉（大使館）[4]
兼轄 新西兰及 斐济[13]

### 已閉館
- 美国[48][36][49]
  - 华盛顿哥伦比亚特区（大使館（英语：Embassy of Afghanistan, Washington, D.C.））
兼轄 阿根廷、 巴西、 哥伦比亚、 及 墨西哥[13]
  - 洛杉矶（領事館）
  - 纽约（領事館）
- 斯里蘭卡
  - 可倫坡（大使館）
- 挪威[50]
  - 奥斯陆（大使館）
- 英国[51]
  - 伦敦（大使館（英语：Embassy of Afghanistan, London））

### 國際組織
- 布鲁塞尔首都大区（常駐歐盟和北約代表團）[4]
- 海牙（常駐禁止化學武器組織代表團）
- 日内瓦（常駐聯合國代表團）[52]
- 纽约（常駐聯合國代表團（英语：Permanent Mission of Afghanistan to the United Nations））[36]
- 巴黎（常駐聯合國教科文組織代表團）

## 狀態未知
- 叙利亚[53]
  - 大马士革（大使館）

## 圖庫

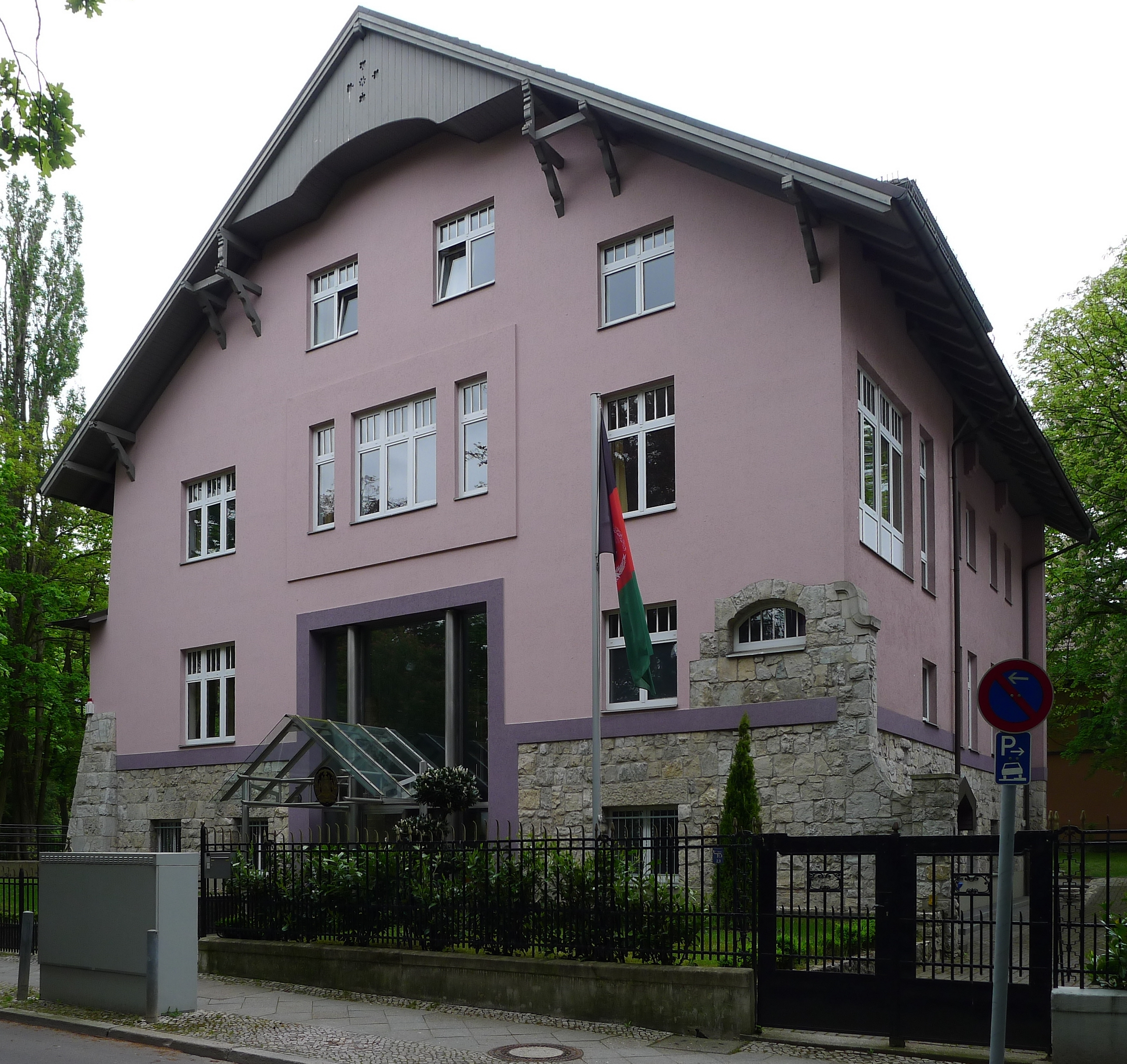
阿富汗駐德國大使館
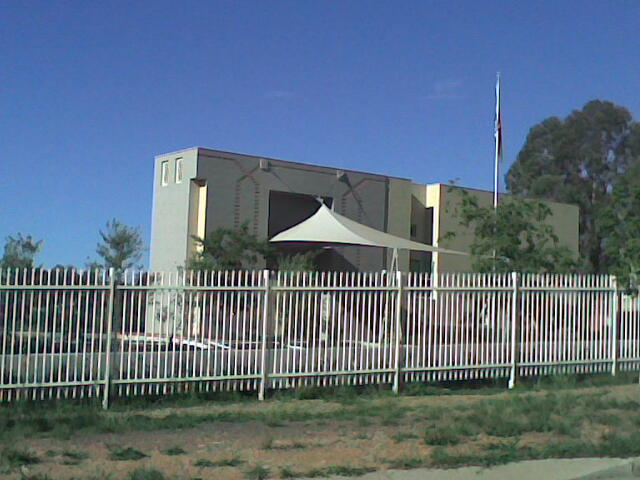
阿富汗駐澳洲大使館
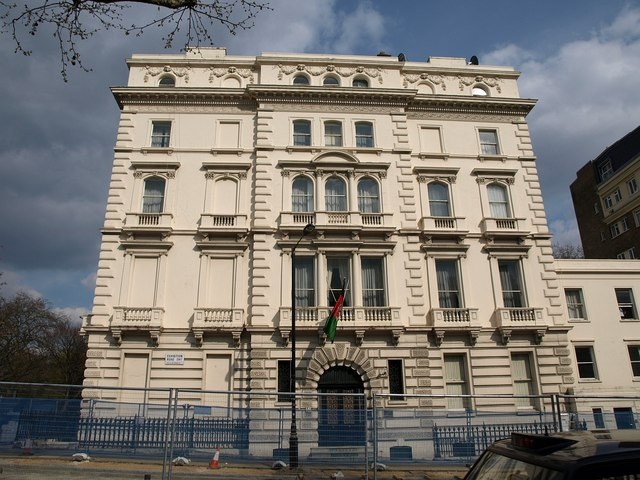
阿富汗駐英國大使館 （已於2024年9月關閉）
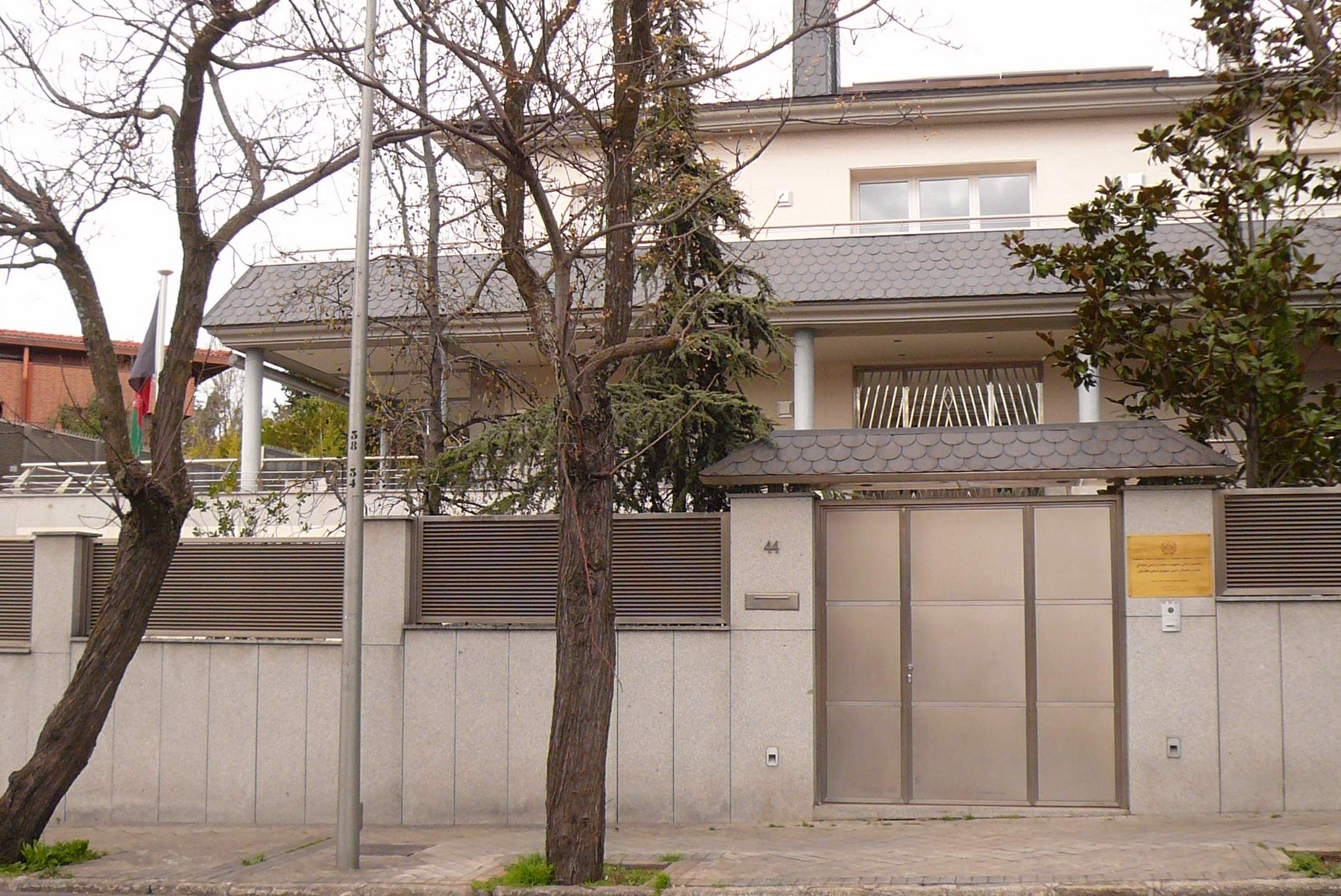
阿富汗駐西班牙大使館
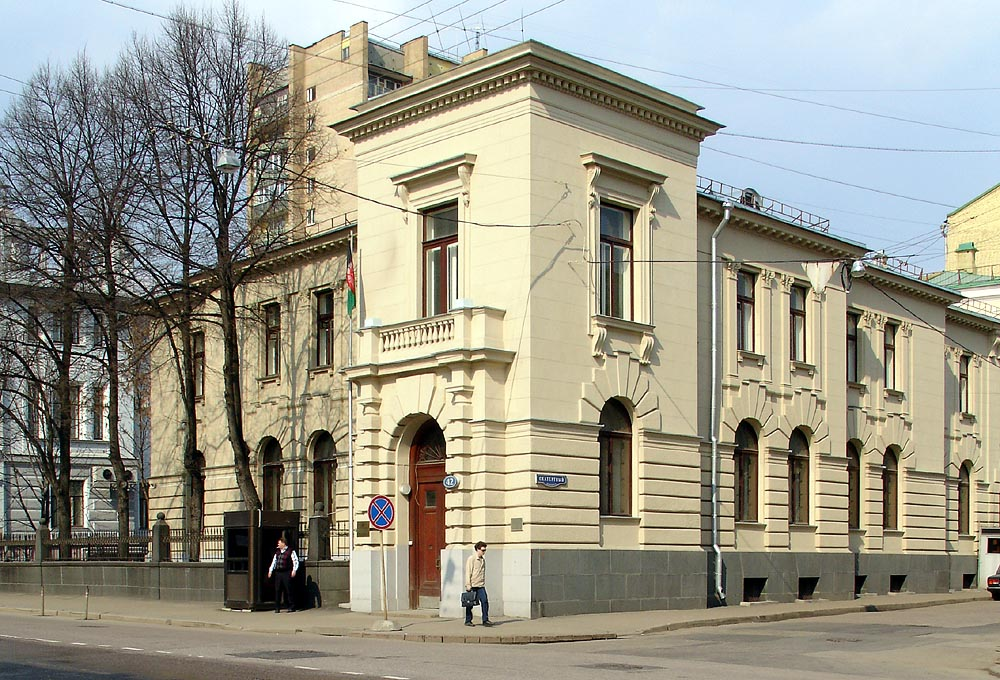
阿富汗駐俄羅斯大使館（英语：Embassy of Afghanistan, Moscow）
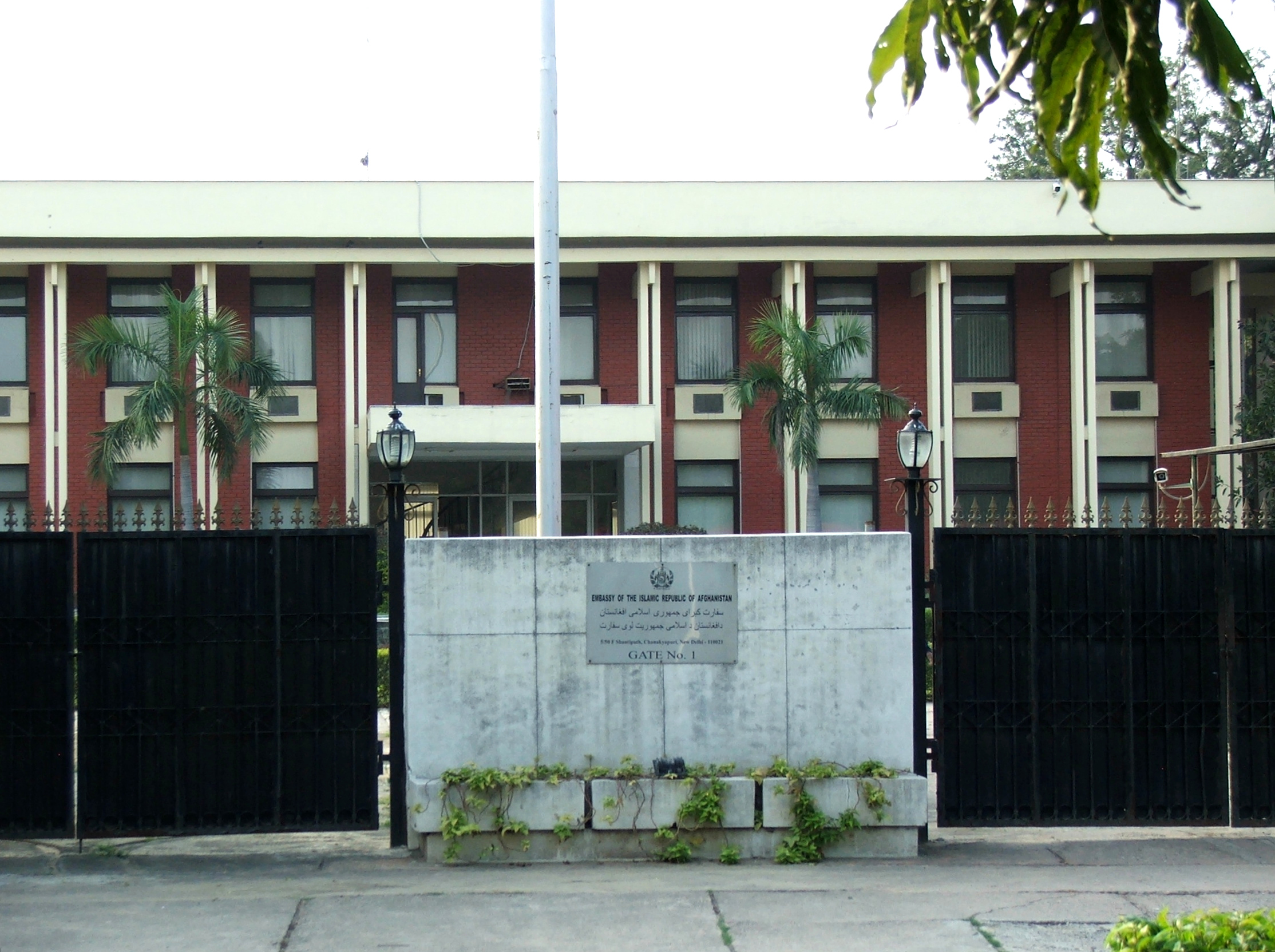
阿富汗駐印度大使館（英语：Embassy of Afghanistan, New Delhi）
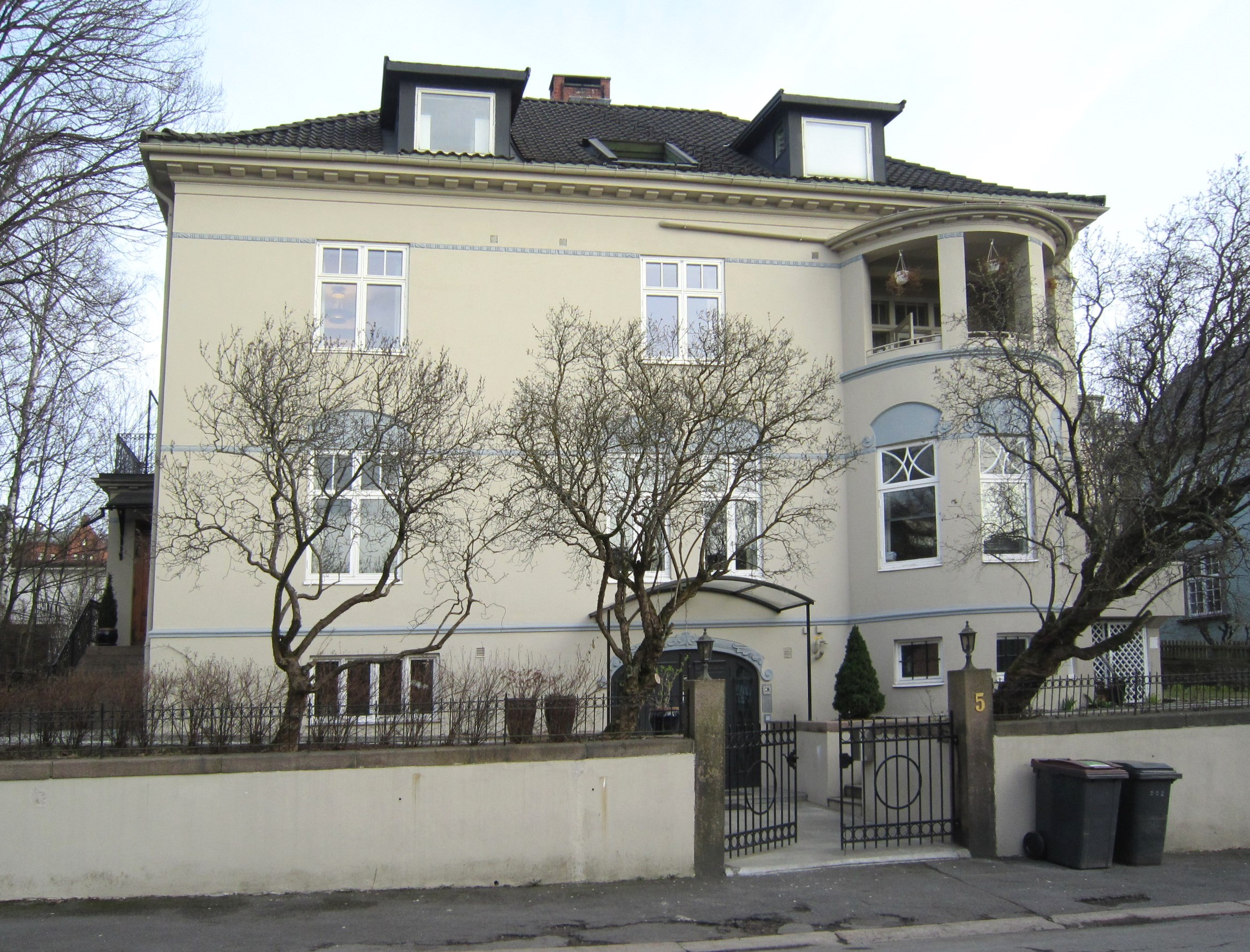
阿富汗駐挪威大使館 （已於2024年9月關閉）
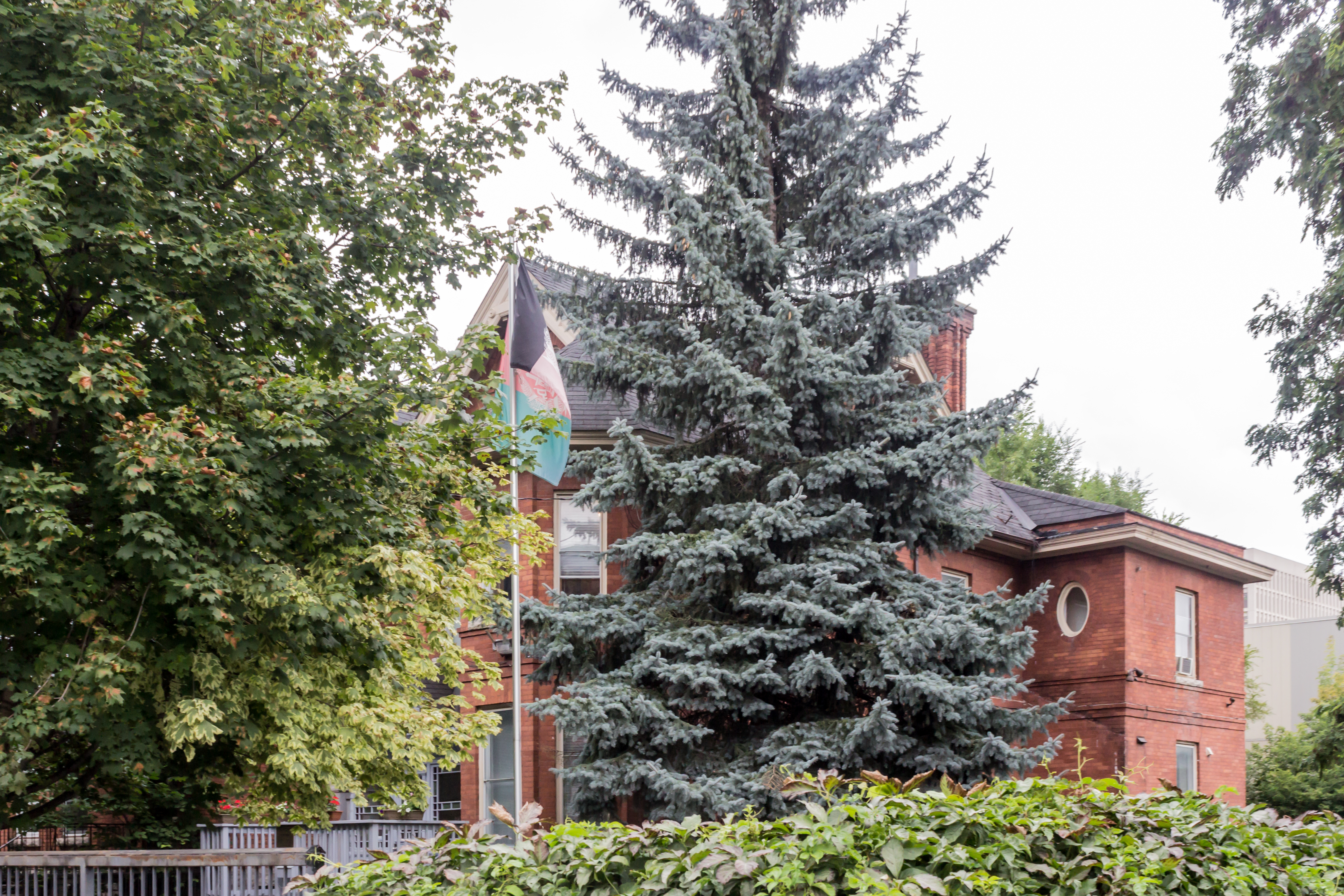
阿富汗駐加拿大大使館
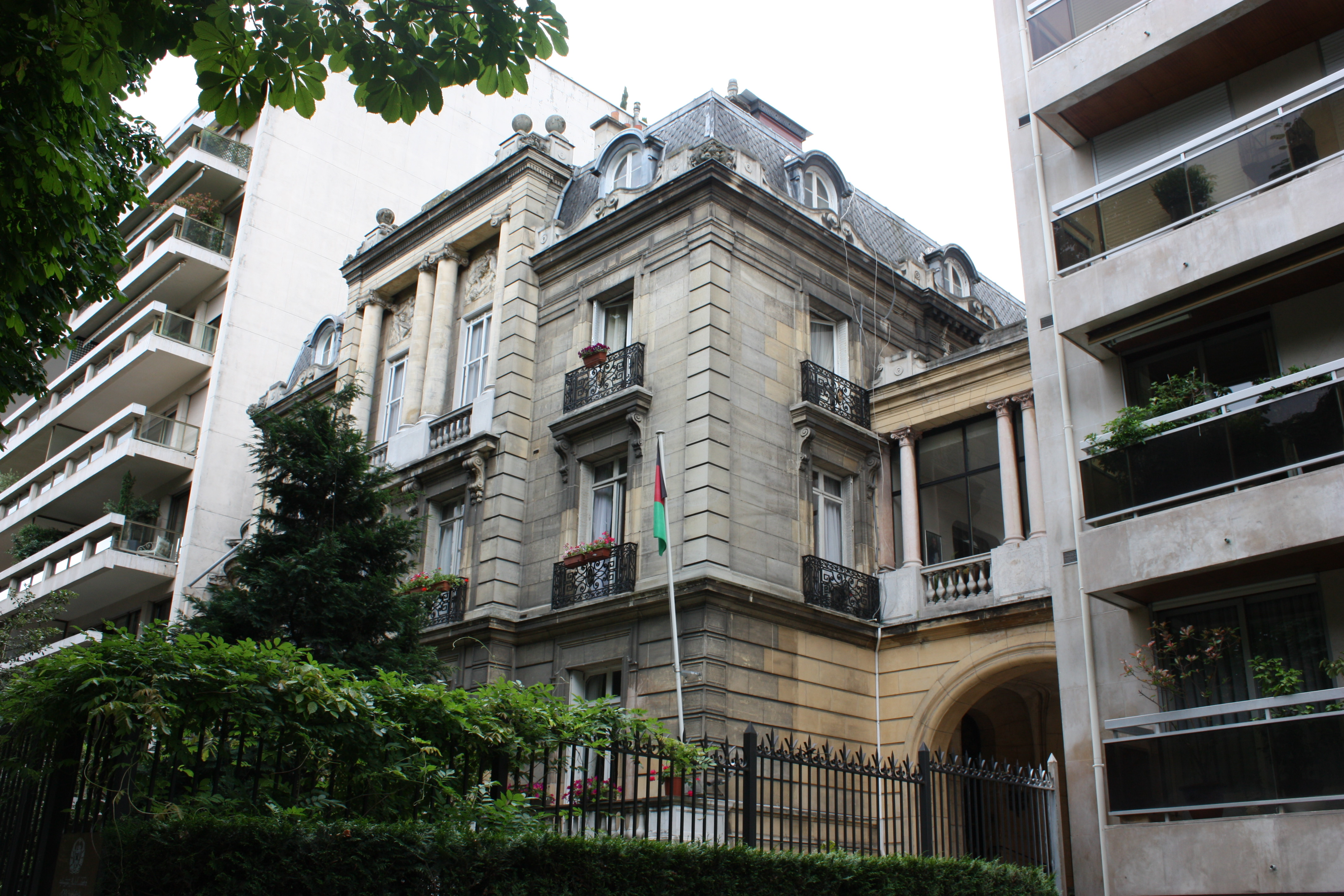
阿富汗駐法國大使館
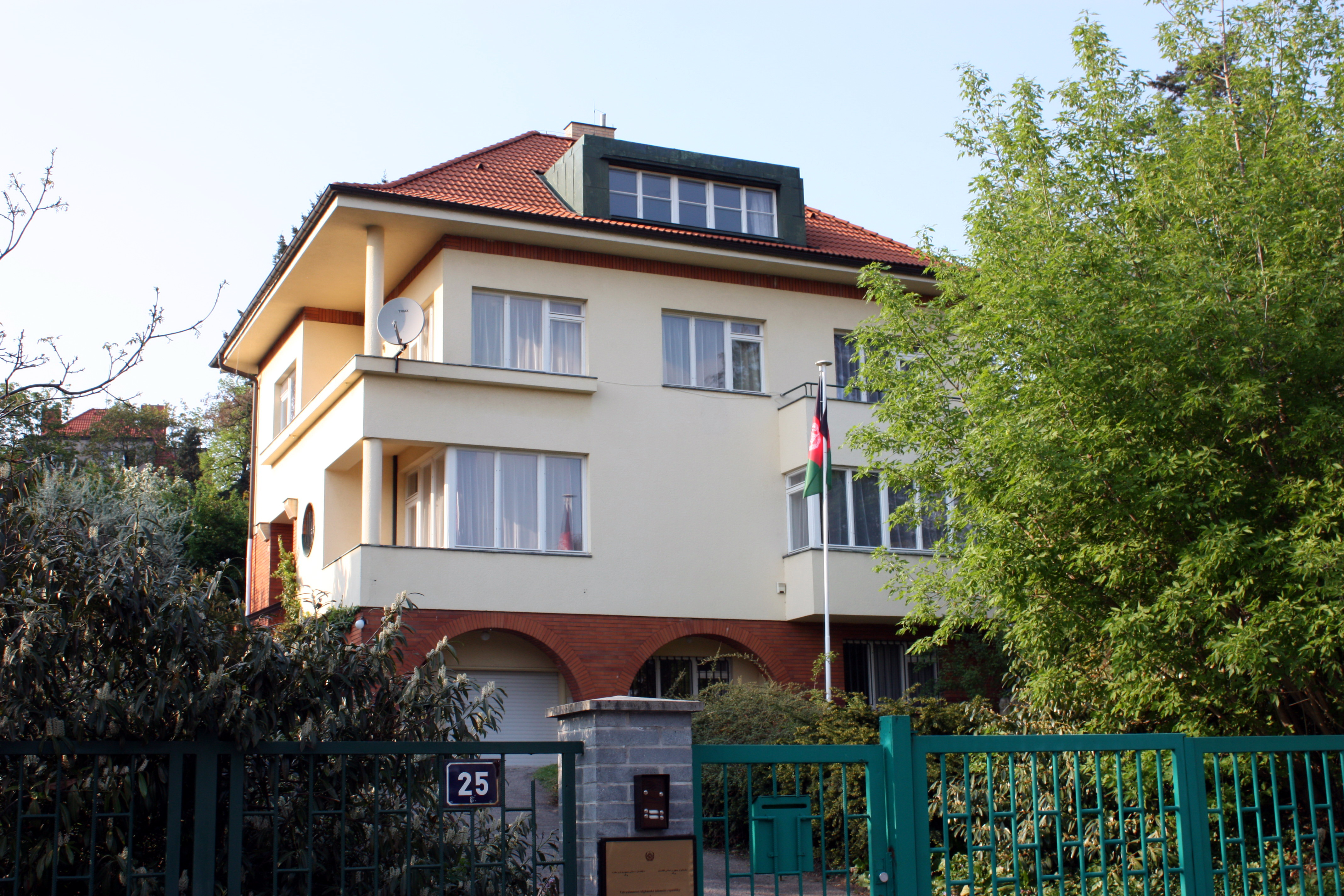
阿富汗駐捷克大使館
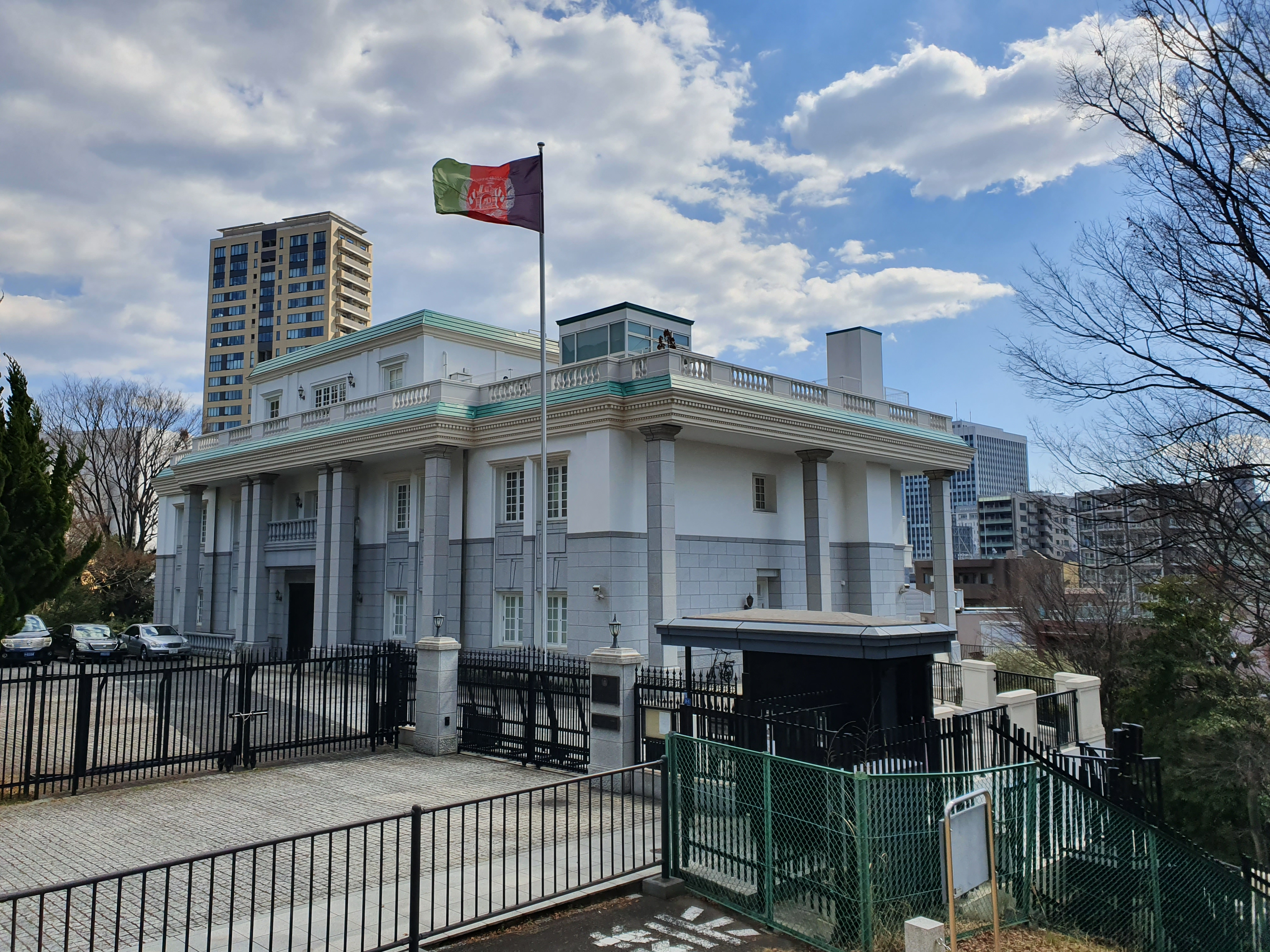
阿富汗駐日大使館
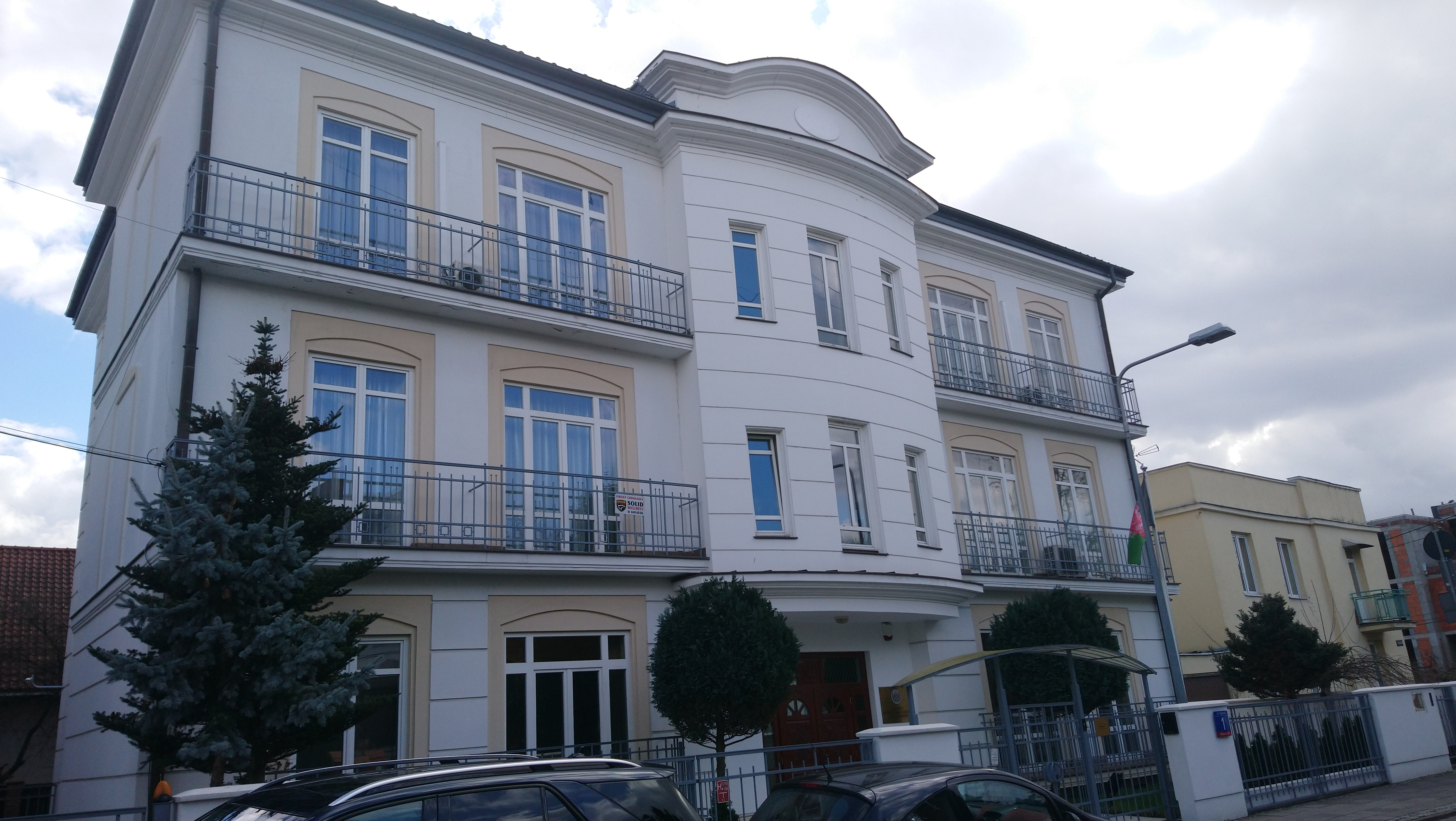
阿富汗駐波蘭大使館
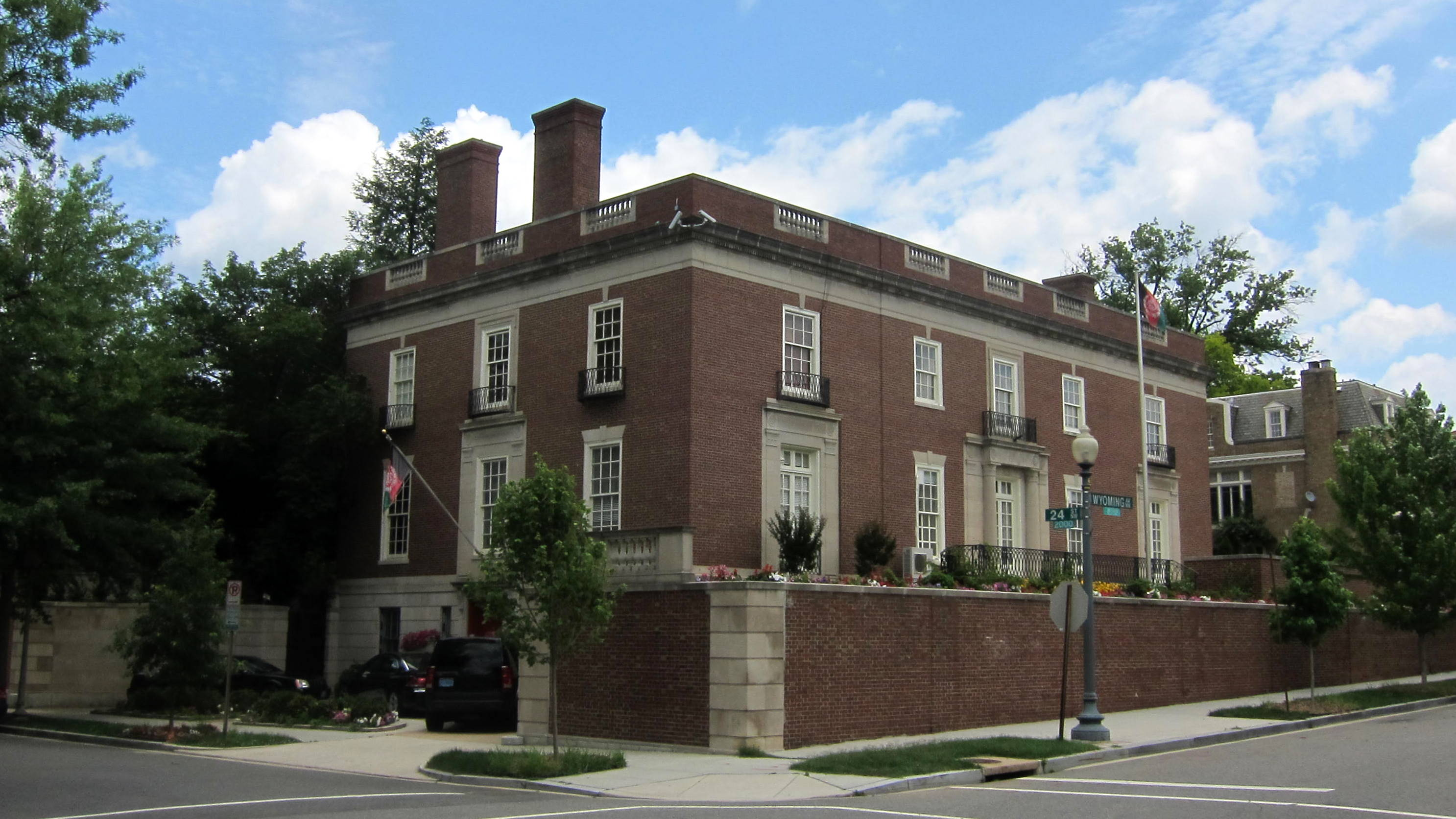
阿富汗駐美大使館（英语：Embassy of Afghanistan, Washington, D.C.） （已於2022年3月關閉）